# 13 de dezembro
13 de dezembro é o 347.º dia do ano no calendário gregoriano (348.º em anos bissextos). Faltam 18 dias para acabar o ano.

## Eventos históricos

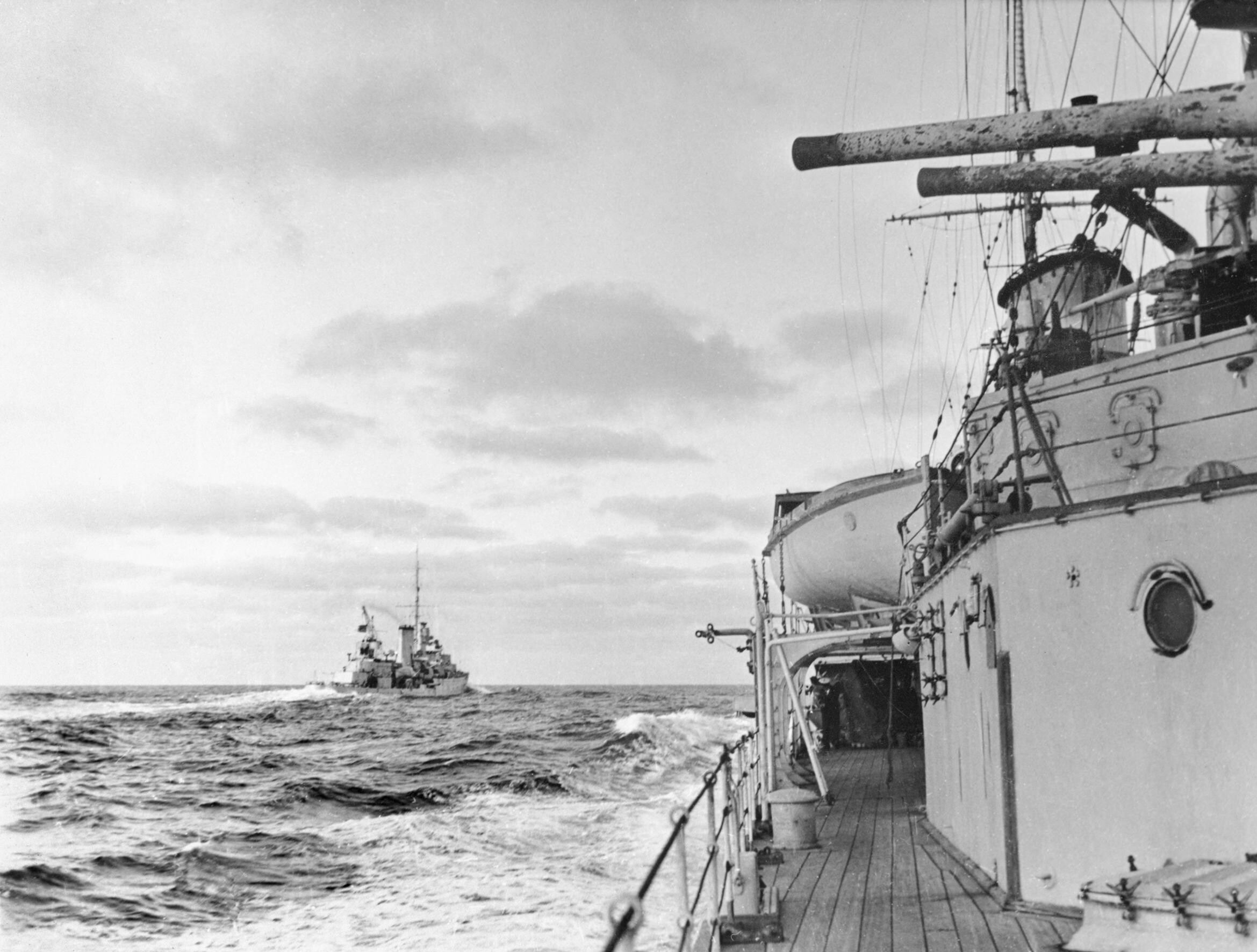
1939: Batalha do Rio da Prata

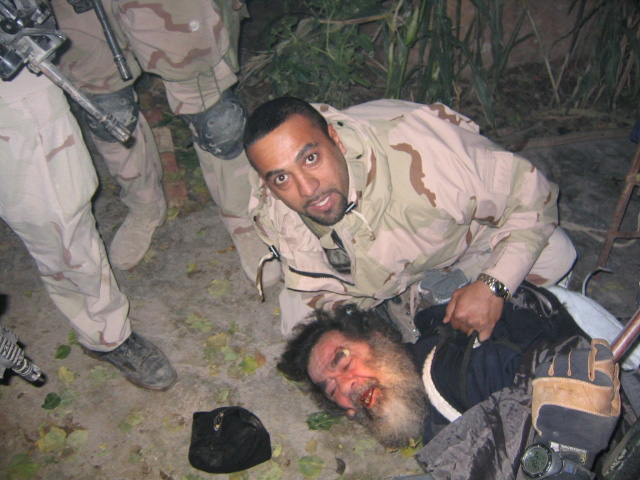
2003: Operação Red Dawn

- 1294 — Papa Celestino V renuncia ao papado após apenas cinco meses para retornar à sua vida anterior como um eremita asceta.
- 1545 — Início do Concílio de Trento.
- 1577 — Francis Drake zarpa de Plymouth, Inglaterra, em sua viagem ao redor da terra.[1]
- 1642 — Abel Tasman é o primeiro europeu registrado a avistar a Nova Zelândia.[2]
- 1818 — Cirilo VI de Constantinopla renuncia de sua posição como Patriarca Ecumênico.
- 1831 — Ocorre a Setembrada: é como ficou conhecido o levante ocorrido, durante o período regencial, no Maranhão e também em Pernambuco.
- 1838 — Início da Balaiada, no Maranhão, uma revolta popular e social.
- 1862 — Guerra de Secessão: na Batalha de Fredericksburg, o General Confederado Robert E. Lee derrota o Major-General da União, Ambrose Burnside.
- 1865 — Guerra do Paraguai: o Paraguai declara guerra ao Brasil.
- 1867 — Uma bomba feniana explode em Clerkenwell, Londres, matando seis pessoas.
- 1938 — Holocausto: o campo de concentração de Neuengamme é inaugurado no distrito de Bergedorf, em Hamburgo, Alemanha.
- 1939 — Segunda Guerra Mundial: Batalha do Rio da Prata: o capitão Hans Langsdorff, do cruzador pesado Admiral Graf Spee se envolve com os cruzadores da Marinha Real Britânica HMS Exeter, HMS Ajax e HMS Achilles.
- 1941 — O primeiro poço de exploração comercial de petróleo do Brasil é descoberto no estado da Bahia.
- 1943 — Segunda Guerra Mundial: Massacre de Calávrita pelas forças de ocupação alemãs na Grécia.
- 1949 — O Knesset vota para mudar a capital de Israel para Jerusalém.
- 1959 — O arcebispo Makarios III torna-se o primeiro presidente de Chipre.
- 1960 — Enquanto o imperador Haile Selassie, da Etiópia, visita o Brasil, seus guarda-costas imperiais tomam a capital e o proclamam deposto e seu filho, o príncipe herdeiro Asfa Wossen, imperador.
- 1962 — A NASA lança o Relay 1, o primeiro satélite de comunicações de repetidor ativo em órbita.
- 1967 — Constantino II da Grécia tenta um contra-golpe mal sucedido contra a Ditadura dos coronéis.
- 1968 — O presidente brasileiro Artur da Costa e Silva emite o AI-5 (Ato Institucional n.º 5), possibilitando ao governo decretar e suspender o habeas corpus.
- 1972 — Programa Apollo: Eugene Cernan e Harrison Schmitt iniciam a terceira e última atividade extraveicular (EVA) ou "Moonwalk" da Apollo 17. Até hoje, eles são os últimos humanos a pisar na Lua.
- 1974 — Malta torna-se uma república dentro da Commonwealth.
- 1981 — O general Wojciech Jaruzelski declara a lei marcial na Polônia, em grande parte devido às ações do Solidariedade.
- No dia 13 de dezembro de 1981, há 40 anos, o Flamengo vencia o Liverpool por 3 a 0, no Japão, e se tornava campeão do Mundo.
- 1988
  - Mauritânia ratifica a Convenção Internacional sobre a Eliminação da Discriminação Racial.
  - O presidente da OLP, Yasser Arafat, faz um discurso em uma reunião da Assembleia Geral da ONU em Genebra, Suíça, depois que as autoridades dos Estados Unidos se recusaram a conceder-lhe um visto para visitar a sede da ONU em Nova York.
- 2002 — Ampliação da União Europeia: A UE anuncia que Chipre, República Tcheca, Estônia, Hungria, Letônia, Lituânia, Malta, Polônia, Eslováquia e Eslovênia se tornarão membros em 1º de maio de 2004.
- 2003 — Guerra do Iraque: Operação Red Dawn: o ex-presidente iraquiano Saddam Hussein é capturado perto de sua cidade natal, Tikrit.
- 2006 — A Convenção Internacional sobre os Direitos das Pessoas com Deficiência é adotada pela Assembleia Geral das Nações Unidas.
- 2007 — O Tratado de Lisboa é assinado pelos Estados membros da União Europeia, para alterar tanto o Tratado de Roma quanto o Tratado de Maastricht, que juntos formam a base constitucional da UE.[3]
- 2011 — Um assassinato seguido de suicídio em Liège, na Bélgica, mata seis e fere 125 pessoas em um mercado de Natal.
- 2016 — Aprovada pelo Senado brasileiro a Emenda Constitucional do Teto dos Gastos Públicos.

## Nascimentos

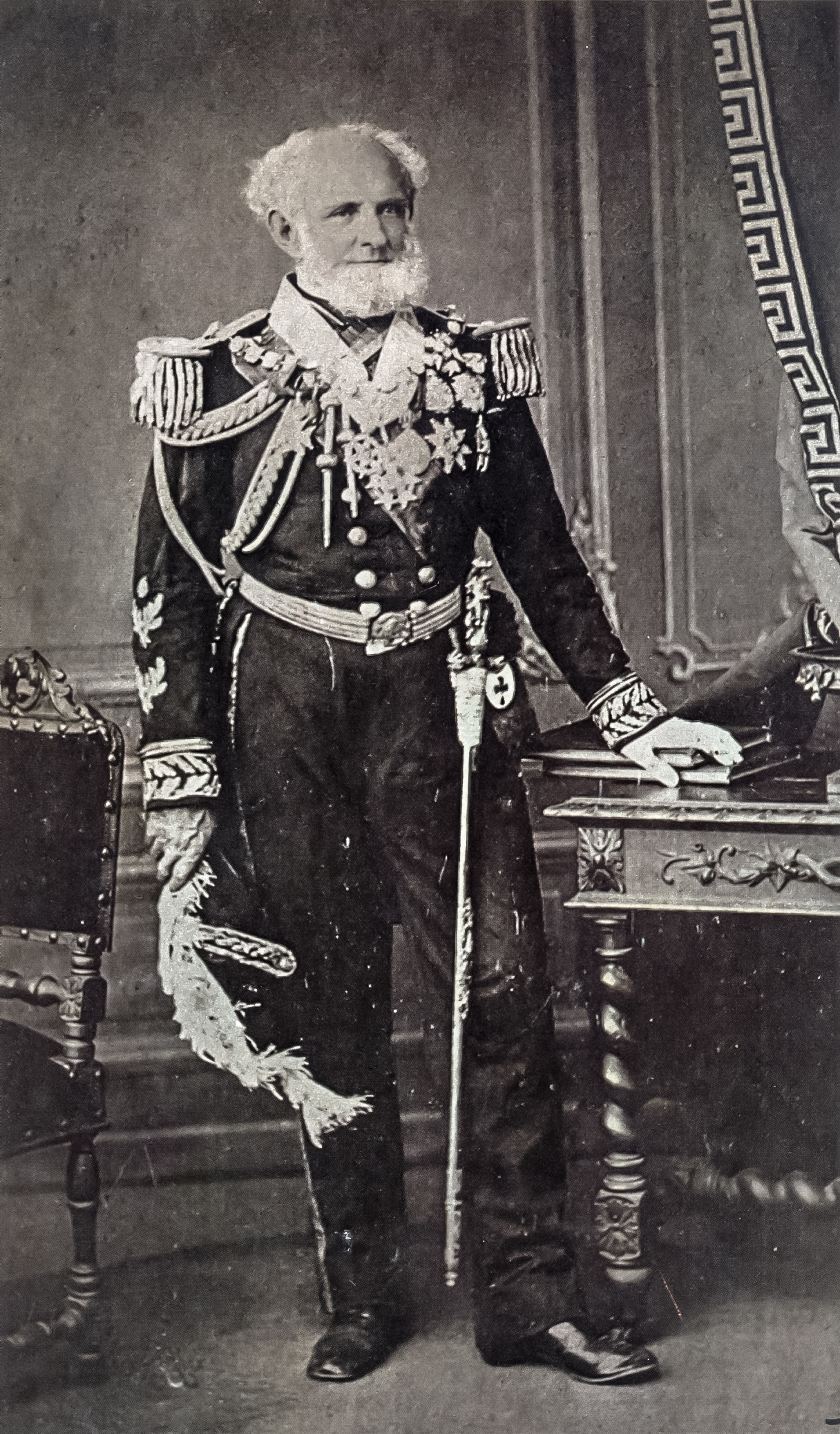
Almirante Tamandaré

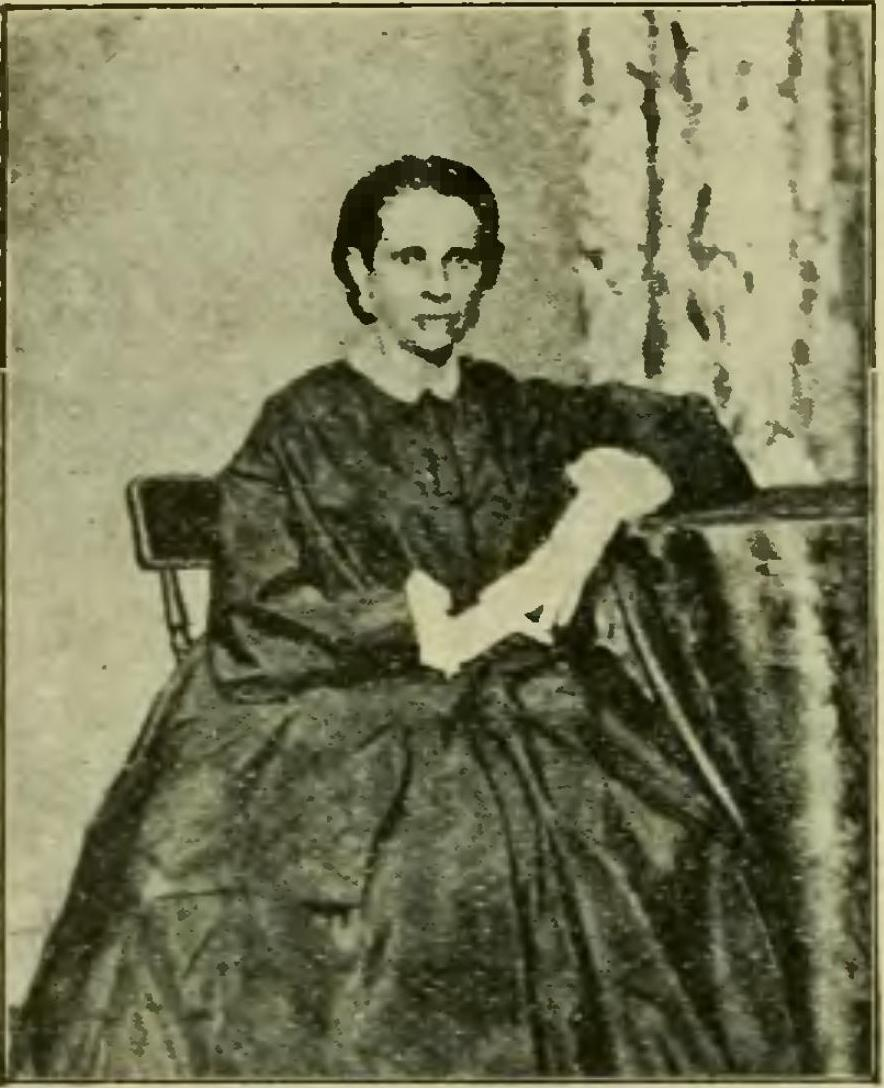
Ana Néri

Luiz Gonzaga

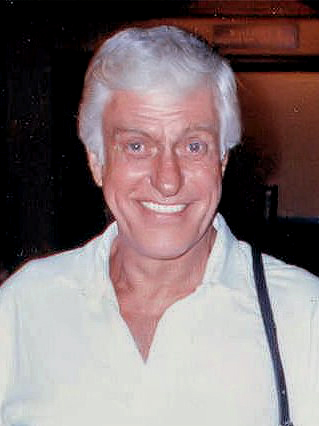
Dick Van Dyke

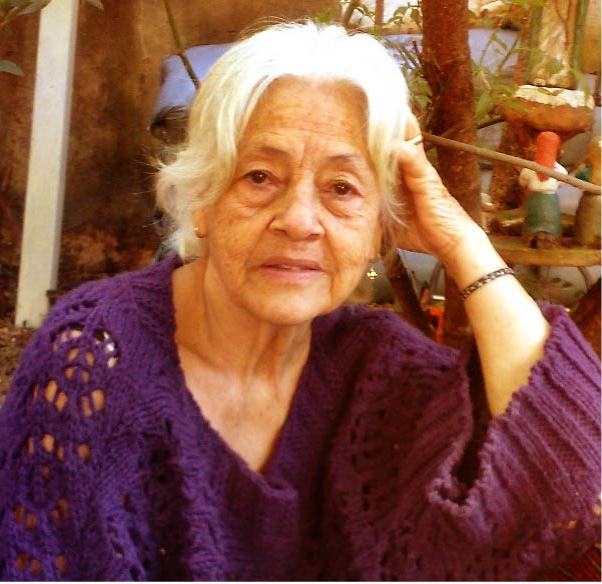
Adélia Prado

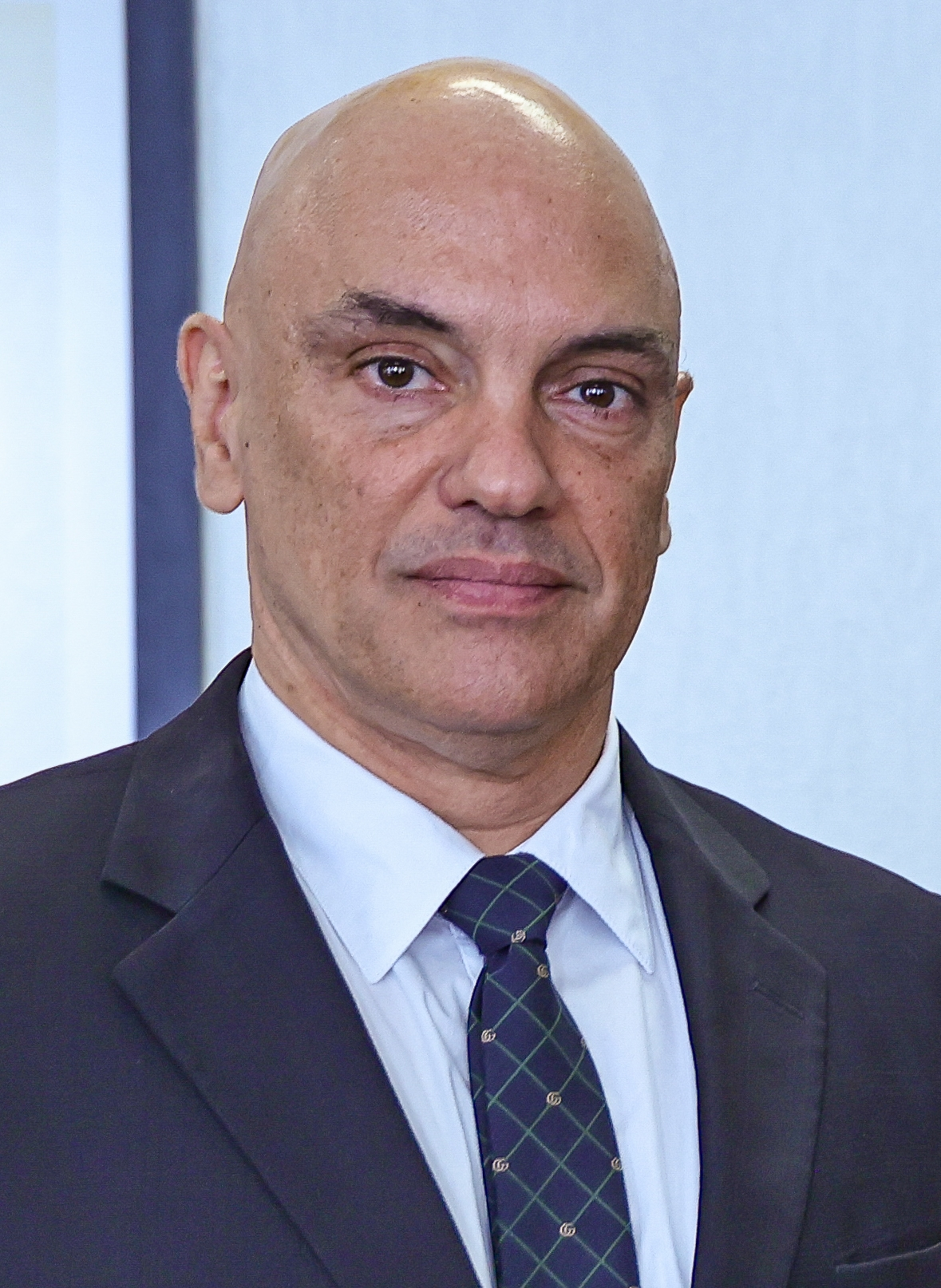
Alexandre de Moraes

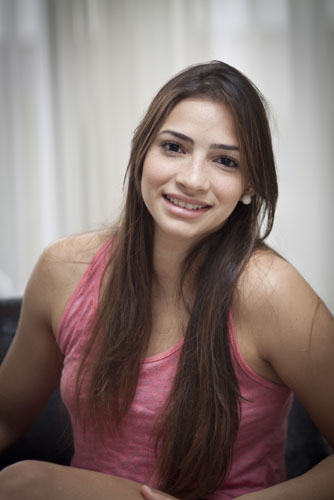
Lais Souza

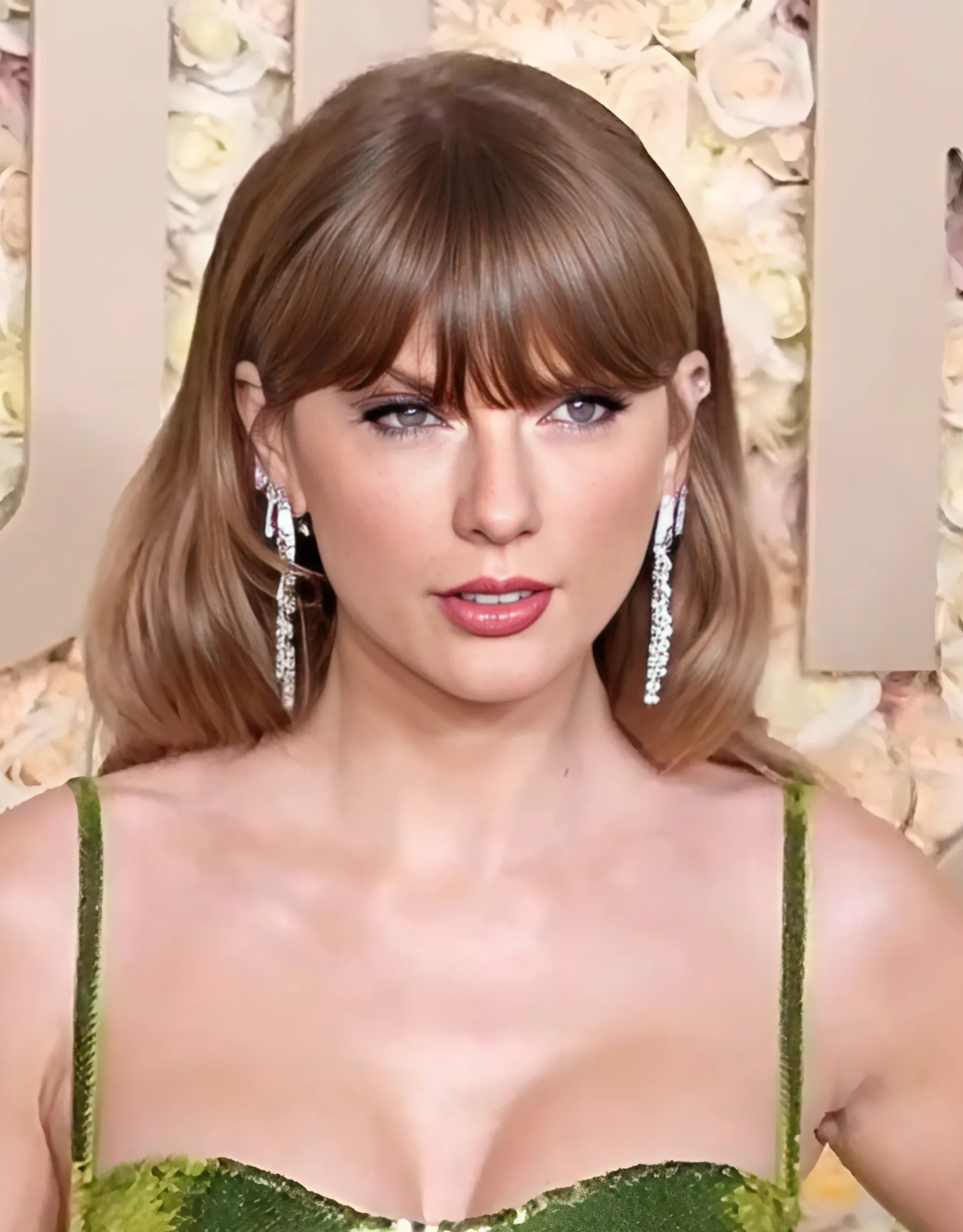
Taylor Swift

### Anterior ao século XIX
- 1363 — Jean Gerson, chanceler da Universidade de Paris (m. 1429).
- 1476 — Lúcia Brocadelli de Narni, religiosa católica (n. 1544).
- 1492 — Martín de Azpilcueta, teólogo e economista espanhol (m. 1586).
- 1499 — Justus Menius, teólogo e reformador alemão (m. 1558).
- 1521 — Papa Sisto V (m. 1590).
- 1533 — Érico XIV da Suécia (m. 1577).
- 1553 — Henrique IV de França (m. 1610).
- 1585 — Guilherme Drummond de Hawthornden, poeta escocês (m. 1649).
- 1560 — Maximilien de Béthune, nobre e político francês (m. 1641).
- 1623 — Marc-René de Voyer de Paulmy d'Argenson, diplomata e político francês (m. 1700).
- 1640 — Robert Plot, naturalista e químico inglês (m. 1696).
- 1664 — Carlota Joana de Waldeck-Wildungen, duquesa de Saxe-Coburgo-Saalfeld (m. 1699).
- 1678 — Yongzheng, imperador da Dinastia Qing (m. 1735).
- 1720 — Carlo Gozzi, escritor italiano (m. 1806).
- 1724 — Franz Aepinus, astrônomo e filósofo alemão (m. 1802).
- 1774 — Manuel Carlos de Abreu e Menezes, capitão-general de Mato Grosso (m. 1805).
- 1769 — James Scarlett, 1.º Barão de Abinger (m. 1844).
- 1780 — Johann Wolfgang Döbereiner, químico alemão (m. 1849).
- 1784 — Luís da Áustria, arquiduque da Áustria (m. 1864).
- 1797 — Heinrich Heine, poeta alemão (m. 1856).

### Século XIX
- 1807 — Almirante Tamandaré, militar brasileiro (m. 1897).
- 1814 — Ana Néri, enfermeira brasileira (m. 1880).
- 1816 — Werner von Siemens, inventor e industrial alemão (m. 1892).
- 1833 — Petre S. Aurelian, político romeno (m. 1909).
- 1838 — Alexis Millardet, botânico francês (m. 1902).
- 1839 — Pedro Luís Pereira de Sousa, poeta e político brasileiro (m. 1884).
- 1847 — Kuno von Moltke, militar alemão (m. 1923).
- 1856
  - Abbott Lawrence Lowell, educador e jurisconsulto norte-americano (m. 1943).
  - Svetozar Boroević, militar croata (m. 1920).
- 1863 — Harry Todd, ator norte-americano (m. 1935).
- 1867 — Kristian Birkeland, físico norueguês (m. 1917).
- 1871 — Emily Carr, pintora e escritora canadense (m. 1945).
- 1873 — Valeri Briusov, poeta, dramaturgo, crítico literário e historiador russo (m. 1924).
- 1877 — Mykola Leontovych, compositor ucraniano (m. 1921).
- 1878 — Rex McDougall, ator britânico (m. 1933).
- 1880 — Richard Schayer, roteirista norte-americano (m. 1956).
- 1884 — John B. O'Brien, ator e cineasta norte-americano (m. 1936).
- 1887
  - Alvin C. York, militar norte-americano (m. 1964).
  - George Pólya, matemático húngaro (m. 1985).
- 1888 — Alfred Landé, físico alemão (m. 1976).
- 1890 — Marc Connelly, jornalista, dramaturgo, romancista e libretista norte-americano (m. 1980).
- 1893 — Ana Pauker, política romena (m. 1960).
- 1895 — Lucía Sánchez Saornil, jornalista, poetisa e líder anarquista espanhola (m. 1970).
- 1896 — Rafael Garza Gutiérrez, futebolista e treinador de futebol mexicano (m. 1974).

### Século XX

#### 1901–1950
- 1902
  - Talcott Parsons, sociólogo estadunidense (m. 1979).
  - Panagiótis Kanellópulos, político e escritor grego (m. 1986).
- 1903 — Ella Baker, ativista norte-americana (m. 1986).
- 1906 — Marina da Grécia e Dinamarca (m. 1968).
- 1907 — Theodor Wisch, militar alemão (m. 1995).
- 1908
  - Plinio Corrêa de Oliveira, jornalista, pensador e líder católico brasileiro (m. 1995).
  - Désiré Bourgeois, futebolista belga (m. 1996).
  - Van Heflin, ator norte-americano (m. 1971).
- 1911 — Trygve Magnus Haavelmo, economista norueguês (m. 1999).
- 1912 — Luiz Gonzaga, músico brasileiro (m. 1989).
- 1913 — John Pope-Hennessy, historiador de arte britânico (m. 1994).
- 1914 — Larry Parks, ator norte-americano (m. 1975).
- 1915
  - Balthazar Johannes Vorster, político e jurista sul-africano (m. 1983).
  - Curd Jürgens, ator alemão (m. 1982).
- 1918 — Bill Vukovich, automobilista norte-americano (m. 1955).
- 1919 — Hans-Joachim Marseille, aviador alemão (m. 1942).
- 1920
  - Kaysone Phomvihane, político laosiano (m. 1992).
  - Don Taylor, ator e cineasta norte-americano (m. 1998).
- 1923 — Philip Warren Anderson, físico estado-unidense (m. 2020).
- 1924 — Maria Riva, atriz e autora alemã-estadunidense.
- 1925 — Dick Van Dyke, ator estadunidense.
- 1927
  - Geneviève Page, atriz francesa (m. 2025).
  - Marianne Peretti, artista plástica franco-brasileira (m. 2022).
- 1928 — Jack Tramiel, empresário polonês-americano (m. 2012).
- 1929
  - Christopher Plummer, ator canadense (m. 2021).
  - Barbosa Lessa, músico, escritor e intelectual brasileiro (m. 2002).
- 1930 — Robert Prosky, ator norte-americano (m. 2008).
- 1932 — Tatsuya Nakadai, ator japonês.
- 1933 — José Batista Sobrinho, empresário brasileiro.
- 1934
  - Tião Carreiro, cantor, compositor e violeiro brasileiro (m. 1993).
  - Richard D. Zanuck, produtor de cinema norte-americano (m. 2012).
- 1935 — Adélia Prado, poetisa e contista brasileira.
- 1937 — Dimitar Dimov, ex-futebolista búlgaro.
- 1939
  - Robert Hosp, futebolista suíço (m. 2021).
  - Akiko Wakabayashi, atriz japonesa.
- 1943
  - Bob Brier, egiptólogo britânico.
  - Ignacio Calderón, ex-futebolista mexicano.
- 1945
  - Brian McGuire, automobilista australiano (m. 1977).
  - Herman Cain, empresário, radialista e político norte-americano (m. 2020).
- 1946 — Pierino Prati, futebolsita italiano (m. 2020).
- 1947
  - Darlene Cates, atriz norte-americana (m. 2017).
  - Luis Ángel González Macchi, político paraguaio.
- 1948
  - Ted Nugent, guitarrista norte-americano.
  - Lillian Board, velocista britânica (m. 1970).
  - Jeff Baxter, guitarrista norte-americano.
- 1949
  - Tom Verlaine, guitarrista norte-americano (m. 2023).
  - Tarık Akan, ator e produtor de cinema turco (m. 2016).
- 1950
  - Wendie Malick, atriz, ex-modelo e dubladora norte-americana.
  - Tom Vilsack, político norte-americano.

#### 1951–2000
- 1951 — Jiro Asada, escritor japonês.
- 1952 — Junkyard Dog, jogador de futebol americano e lutador estadunidense (m. 1998).
- 1953
  - Nando Cordel, cantor e compositor brasileiro.
  - Zoltán Magyar, ex-ginasta húngaro.
  - Ben Bernanke, economista norte-americano.
  - Pat Torpey, baterista norte-americano (m. 2018).
- 1954
  - Allan Anthony Costly, ex-futebolista hondurenho.
  - José Van Tuyne, ex-futebolista argentino.
  - Hans-Henrik Ørsted, ex-ciclista dinamarquês.
- 1955 — Glenn Roeder, futebolista e treinador de futebol britânico (m. 2021).
- 1956 — Majida El Roumi, cantora libanesa.
- 1957
  - Steve Buscemi, ator, roteirista e diretor de cinema norte-americano.
  - Hirokazu Tanaka, compositor e músico japonês.
- 1958 — Dana Strum, músico norte-americano.
- 1959 — Gabriela Roel, atriz mexicana.
- 1960 — José Eduardo Agualusa, escritor angolano.
- 1961
  - Irene Sáez, ex-modelo e ex-política venezuelana.
  - Harry Gregson-Williams, compositor britânico.
- 1962 — Roger Ilegems, ex-ciclista belga.
- 1963 — A.B. Quintanilla, cantor americano.
- 1964
  - Hideto Matsumoto, músico japonês (m. 1998).
  - Ricardo Gomes, ex-futebolista e treinador de futebol brasileiro.
  - Arturs Krišjānis Kariņš, político, empresário e linguista letão.
- 1965
  - Christoph Brüx, músico, produtor musical, compositor e pintor alemão.
  - María Dolores de Cospedal, política espanhola.
- 1966 — Tessa Carvalho, nadadora brasileira.
- 1967
  - Wang Tao, ex-mesa-tenista chinês.
  - Eliã Oliveira, cantora e compositora brasileira.
  - Jamie Foxx, ator e músico estado-unidense.
  - Colin Kolles, dirigente esportivo romeno.
- 1968 — Alexandre de Moraes, jurista, magistrado e ex-político brasileiro.
- 1969
  - Jacky Peeters, ex-futebolista belga.
  - Fredrik Lööf, velejador sueco.
- 1970
  - Bart Johnson, ator norte-americano.
  - Tonja Buford-Bailey, ex-atleta norte-americana.
- 1971 — Vaughan Coveny, ex-futebolista e treinador de futebol neozelandês.
- 1972
  - Mauricio Solís, ex-futebolista e treinador de futebol costarriquenho.
  - Peter Luttenberger, ex-ciclista austríaco.
- 1973 — Emre Aşık, ex-futebolista turco.
- 1974 — Wamberto Sousa Campos, ex-futebolista brasileiro.
- 1975
  - Tom DeLonge, guitarrista norte-americano.
  - Úrsula Bezerra, dubladora e diretora de dublagem brasileira.
  - James Kyson Lee, ator sul-coreano.
  - Félix Sánchez Bas, treinador de futebol espanhol.
- 1976 — Mark Paston, ex-futebolista neozelandês.
- 1977
  - Fabiana Saba, modelo e apresentadora brasileira.
  - Abdullah Husan, ex-futebolista kuwaitiano.
  - Lauri Porra, músico finlandês.
- 1978
  - B.J. Penn, lutador norte-americano de artes marciais mistas.
  - Eduardo Costa, cantor brasileiro.
- 1979 — Luke Steele, cantor e compositor australiano.
- 1980 — Patrik Antonius, jogador de pôquer finlandês.
- 1981
  - Amy Lee, cantora estadunidense.
  - Abubakari Yakubu, futebolista ganês (m. 2017).
  - Caroline Bittencourt, modelo brasileira (m. 2019).
- 1982 — Tuka Rocha, automobilista brasileiro (m. 2019).
- 1983
  - Hazza Al Mansoori, astronauta emiradense.
  - Léo Rosa, ator brasileiro (m. 2021).
  - Michele Muratori, político samarinês.
- 1984
  - Santi Cazorla, futebolista espanhol.
  - Michal Kadlec, futebolista tcheco.
- 1985 — Peter Eastgate, jogador de pôquer dinamarquês.
- 1986
  - Apodi, futebolista brasileiro.
  - John-Paul Duarte, futebolista britânico.
  - Michael Elgin, lutador profissional canadense.
  - Zachary Garred, ator australiano.
  - Dennis Bermudez, lutador norte-americano de artes marciais mistas.
  - Mikael Lustig, ex-futebolista sueco.
- 1987
  - Weverton, futebolista brasileiro.
  - Michael Socha, ator britânico.
  - Albert Adomah, futebolista britânico.
- 1988
  - Lais Souza, ex-ginasta brasileira.
  - Gabriella Silva, nadadora brasileira.
  - Rickie Fowler, golfista norte-americano.
- 1989
  - Taylor Swift, cantora, compositora e atriz norte-americana.
  - Cécilia Berder, esgrimista francesa.
  - Katherine Schwarzenegger, autora americana
  - Mikel Landa, ciclista espanhol.
  - Ksenia Palkina, tenista quirguiz.
- 1990
  - Nick Roux, ator e cantor norte-americano.
  - Arantxa Rus, tenista neerlandesa.
  - Leah Fortune, futebolista brasileira-americana.
  - Isac Santos, jogador de vôlei brasileiro.
- 1991
  - Tendayi Darikwa, futebolista zimbabuano.
  - Matías Pisano, futebolista argentino.
  - Gastón Soffritti, ator argentino.
  - Dermot Kennedy, cantor, compositor e músico irlandês.
- 1992 — Matthijs Büchli, ciclista neerlandês.
- 1993
  - Ítalo Anderson, poeta brasileiro.
  - Abdiel Arroyo, futebolista panamenho.
  - Danielle Collins, tenista norte-americana.
- 1994
  - Pau López, futebolista espanhol.
  - Millene Fernandes, futebolista brasileira.
- 1995
  - Marvin Friedrich, futebolista alemão
  - Emma Corrin, atriz britânica.
- 1996
  - Cadu Paschoal, ator brasileiro.
  - Tamás Kenderesi, nadador húngaro.
- 1997 — Daniel Doheny, ator canadense.
- 1998
  - Osman Bukari, futebolista ganês.
  - Laura Traets, ginasta búlgara.
- 1999 — Marina Bassols Ribera, tenista espanhola.

### Século XXI
- 2001 — Sophia Kianni, ativista americana.
- 2003 — Jhon Durán, futebolista colombiano.
- 2004 — Joshua Dufek, automobilista austro-suíço.

## Mortes

### Anterior ao século XIX
- 0558 — Quildeberto I, rei franco (n. c. 497).
- 0769 — Du Hongjian, monge e político chinês (n. 709).
- 0838 — Pepino I da Aquitânia (n. 797).
- 1124 — Papa Calisto II (n. 1060).
- 1126 — Henrique IX da Baviera (n. c. 1075).
- 1204 — Maimônides, rabino e filósofo espanhol (n. 1138).
- 1250 — Frederico II do Sacro Império Romano-Germânico (n. 1194).
- 1404 — Alberto I da Baviera (n. 1336).
- 1466 — Donatello, escultor italiano (n. 1386).
- 1516 — Johannes Trithemius, polímata e monge alemão (n. 1462).
- 1521 — Manuel I de Portugal (n. 1469).
- 1557 — Niccolò Fontana Tartaglia, matemático italiano (n. 1500).
- 1603 — François Viète, matemático francês (n. 1540).
- 1721 — Alexander Selkirk, marinheiro britânico (n. 1676).
- 1754 — Mamude I, sultão otomano (n. 1696).
- 1769 — Christian Fürchtegott Gellert, escritor alemão (n. 1715).
- 1784 — Samuel Johnson, lexicógrafo britânico (n. 1709).

### Século XIX
- 1814 — Carlos José, 7.º Príncipe de Ligne (n. 1735).
- 1826 — Luísa de Aumont, princesa de Mônaco (n. 1759).
- 1840 — Louis de la Bourdonnais, enxadrista francês (n. 1797).
- 1849 — Johann Centurius von Hoffmannsegg, botânico alemão (n. 1766).
- 1863 — Friedrich Hebbel, poeta alemão (n. 1813).
- 1868 — Carl Friedrich Philipp von Martius, médico e botânico alemão (n. 1794).

### Século XX
- 1926 — José Simões de Almeida, escultor português (n. 1884).
- 1930 — Fritz Pregl, químico austríaco (n. 1869).
- 1931 — Gustave Le Bon, psicólogo francês (n. 1841).
- 1934 — Thomas Augustus Watson, inventor norte-americano (n. 1854).
- 1935 — Victor Grignard, químico francês (n. 1871).
- 1944 — Wassily Kandinsky, pintor russo (n. 1866).
- 1953 — Ethel Muckelt, patinadora artística britânica (n. 1885).
- 1955 — António Egas Moniz, médico e político português (n. 1874).
- 1988 — María Teresa León Goyri, escritora espanhola (n. 1903).
- 1991 — André Pieyre de Mandiargues, escritor francês (n. 1909).
- 1994 — Olga Rubtsova, enxadrista russa (n. 1909).
- 1999 — Ian Watt, crítico literário e acadêmico inglês (n. 1917).
- 2000 — Pierre Demargne, historiador e arqueólogo francês (n. 1903).

### Século XXI
- 2001 — Chuck Schuldiner, músico estadunidense (n. 1967).
- 2004 — José Montes Paixão, político brasileiro (n. 1927).
- 2006 — Lamar Hunt, promotor esportivo norte-americano (n. 1932).
- 2008 — Horst Tappert, ator alemão (n. 1923).
- 2009 — Paul Samuelson, economista norte-americano (n. 1915).
- 2014 — Ernst Albrecht, político alemão (n. 1930).
- 2017 — Warrel Dane, músico estado-unidense (n. 1961).
- 2020 — Carlos Eduardo Cadoca, político brasileiro (n. 1940).
- 2023 — Pedro Henrique, cantor e compositor de música gospel brasileiro (n. 1993).

## Feriados e eventos cíclicos
- Dia do Cego e do oculista

### Brasil
- Dia do Marinheiro
- Dia do Pedreiro
- Dia do engenheiro avaliador e perito de engenharia
- Dia Nacional do Forró
- Aniversário do município de Carambeí, Paraná.
- Aniversário do município de Cruzmaltina, Paraná.
- Feriado municipal em Luziânia e Ourinhos - dia de Santa Luzia e aniversário dessas cidades
- Feriado municipal em Ibipitanga, Mossoró, Passa Quatro e dezenas de outros municípios - dia de Santa Luzia, padroeira dessas cidades. A relação de cidades que comemora-se o dia da padroeira Santa Luzia é longa e atinge dezenas de cidades.

### Malta
- Dia da República em Malta (1974)

### Portugal
- Festa de Santa Luzia na Póvoa de Varzim

### Cristianismo
- Luzia de Siracusa
- Odília da Alsácia

## Outros calendários
- No calendário romano era o dia dos idos de dezembro.
- No calendário litúrgico tem a letra dominical D para o dia da semana.
- No calendário gregoriano a epacta do dia é viii.